# Hannibal August von Schmertzing
Hannibal August von Schmertzing (* 13. Oktober 1691 in Ehrenberg; † 4. Januar 1756) war königlich-polnischer und kurfürstlich-sächsischer Kammerherr und Rittergutsbesitzer.

## Leben
Er war Angehöriger des kursächsischen Adelsgeschlechts von Schmertzing. Seine Eltern waren der Erbherr auf Ehrenberg, Hofmeister in Zeitz und polnisch-sächsischer Kammerherr Hannibal Germanus von Schmertzing und Elisabeth Auguste von Ripperda a.d.H. Ellerburg. General Friedrich Hannibal von Schmertzing war sein Bruder und General Heinrich Karl Ludwig Herault de Hautcharmoy sein Schwestergemahl und damit Schwager. 
Zum Tod seines Vaters verfasste er die Schrift Die wohl vollbrachte Reise menschlichen Lebens, welche als Hannibal German Freyherr von Schmeltzing den 17. Aug. 1715 entschlaffen. Sein Lebensmittelpunkt war die sächsische Residenzstadt Altenburg.
Schmertzing besaß von 1726 bis 1732 das Rittergut Skassa und war neben Heinrich von Brühl Mitbelehnter des Brühlschen Rittergutes Gangloffsömmern. Ferner war er auch Besitzer des Schlosses in Reusa bei Plauen.
Zu seinen bleibenden Verdiensten zählt das Geschenk einer Orgel für die Kirche in Stünzhain.

## Familie
Schmertzing heiratete 1719 Erdmuth Judith von Benekendorff, eine Tochter des Generalleutnants Caspar Heinrich von Benekendorff. Das Paar hatte mehrere Kinder. Seine 1729 in Altenburg geborene Tochter Agnes Dorothea heiratete den Schlesier Carl J. Paczensky und Tenczin in Breslau.